# Archocentrus
Archocentrus es un pequeño género de peces de América Central perteneciente a la familia de los cíclidos.  El género actualmente contiene tres especies.
Hasta hace algunos años, en este género se disponían siete especies las que actualmente se incluyen en el género Cryptoheros, como así también el denominado cíclido convicto, en la actualidad dispuesto en el género Amatitlania. Archocentrus multispinosus, fue anteriormente incluido en el género Herotilapia.  No obstante, un estudio liderado por Oldrich Rican sugirió que esta especie se halla más relacionada al Jack Dempsey  (género Rocio) y a los cíclidos del género Astatheros que a los otros miembros de Archocentrus, por lo que debería ser transferido nuevamente  a Herotilapia.

## Especies
- Archocentrus centrarchus Gill, 1877[5]
- Archocentrus multispinosus, Günther, 1867[6]
- Archocentrus spinosissimus Vaillant & Pellegrin, 1902[7]